# Dirphys (berg)

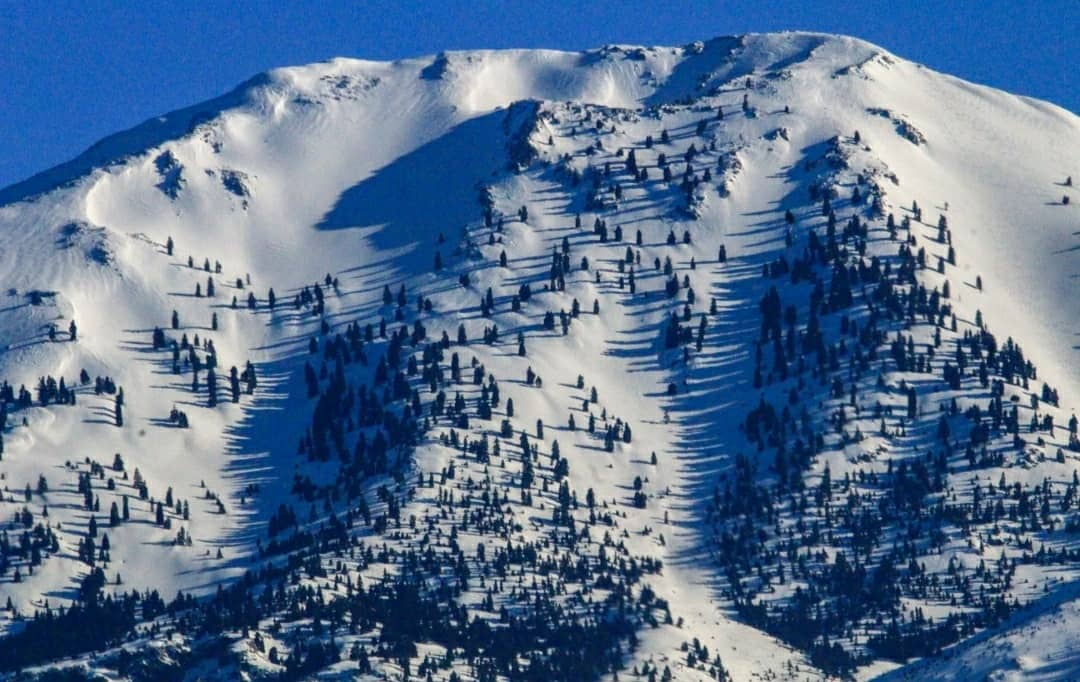

Dirphys (Grieks: Δίρφη, oudere vorm Δίρφυς - ook wel Dirfys) is een berg in het centrale deel van het eiland Euboea, Centraal-Griekenland. De berg is 1743 m hoog en daarmee de hoogste berg van Euboea. 
De gemeentelijke eenheid Dirfys is vernoemd naar de berg. De berg ligt 4 km ten westen van Stropones, 5 km ten noorden van Steni Dirfyos en 28 km ten noordoosten van de stad Chalcis. 
Op de berg liggen bossen met kastanjebomen, platanen en sparren, karstgrotten en graslanden. 
De berg heeft een kegelvorm en wordt daarom vaak "Griekse Fuji" genoemd. 
In de winter is hij ontoegankelijk vanwege frequente sneeuwstormen.  
In de oudheid bevond het heiligdom van de godin Hera zich op de berg.